# Luxemburgische Badmintonmeisterschaft
Luxemburgische Meisterschaften im Badminton werden seit 1984 ausgetragen. Die Juniorenmeisterschaften starteten 1997, pausierten 1998 und finden seitdem jährlich statt. Mannschaftsmeisterschaften werden seit der Saison 1979/80 ausgetragen, ein Pokalwettbewerb ebenfalls seit 1979/80.

## Die Titelträger
| Saison | Herreneinzel         | Dameneinzel        | Herrendoppel                         | Damendoppel                            | Mixed                             |
| ------ | -------------------- | ------------------ | ------------------------------------ | -------------------------------------- | --------------------------------- |
| 1984   | Romain Fritz         | Martine Ludwig     | nicht ausgetragen                    | nicht ausgetragen                      | nicht ausgetragen                 |
| 1985   | Willy Groff          | Martine Ludwig     | nicht ausgetragen                    | nicht ausgetragen                      | nicht ausgetragen                 |
| 1986   | Romain Fritz         | Martine Ludwig     | nicht ausgetragen                    | nicht ausgetragen                      | nicht ausgetragen                 |
| 1987   | Willy Groff          | Colette Christnach | Daniel Croisé Roger Moes             | Colette Christnach Anne Marie Nau      | Romain Fritz Martine Ludwig       |
| 1988   | Willy Groff          | Colette Christnach | Daniel Croisé Marc Engelmann         | Colette Christnach Anne Marie Nau      | Romain Fritz Martine Ludwig       |
| 1989   | Willy Groff          | Colette Christnach | Willy Groff Roger Moes               | Colette Christnach Anne Marie Nau      | Marc Engelmann Colette Christnach |
| 1990   | Pierre Bollig        | Colette Christnach | Pierre Bollig Henry Meyer            | Colette Christnach Isabelle Feiereisen | Marc Engelmann Colette Christnach |
| 1991   | Henry Meyer          | Colette Christnach | Willy Groff Roger Moes               | Colette Christnach Isabelle Feiereisen | Marc Engelmann Colette Christnach |
| 1992   | Pierre Bollig        | Anne-Marie Nau     | Pierre Bollig Henry Meyer            | Nancy Mauer Pia Juchem                 | Marc Stolwijk Isabelle Feiereisen |
| 1993   | Philippe Aulner      | Anne-Marie Nau     | Daniel Ruppert Marc Engelmann        | Martine Ludwig Pia Juchem              | Marc Stolwijk Pascale Stolwijk    |
| 1994   | Pierre Bollig        | Martine Ludwig     | Philippe Aulner Tom Merker           | Martine Ludwig Angele Da Cruz          | Marc Stolwijk Pascale Stolwijk    |
| 1995   | Christian Wagener    | Martine Ludwig     | Christian Wagener Christian Esch     | Martine Ludwig Angele Da Cruz          | Christian Esch Monique Mathiew    |
| 1996   | Christian Wagener    | Martine Ludwig     | Marc Stolwijk Marc Engelmann         | Martine Ludwig Angele Da Cruz          | Tom Merker Angele Da Cruz         |
| 1997   | Tom Merker           | Mireille Kosmala   | Marc Engelmann Daniel Ruppert        | Mireille Kosmala Mireille Lang         | Yves Olinger Anne-Marie Nau       |
| 1998   | Tom Merker           | Nicole Wagner      | Yves Olinger Michael D’Onghia        | Sonja Deckenbrunnen Monique Ludovicy   | Yves Olinger Anne-Marie Nau       |
| 1999   | Yves Olinger         | Nicole Wagner      | Yves Olinger Michael D’Onghia        | Nicole Wagner Mireille Kosmala         | Marc Stollwijk Mireille Kosmala   |
| 2000   | Yves Olinger         | Mireille Kosmala   | Tom Merker Christian Wagener         | Gaby Weissen Mireille Kosmala          | Yves Olinger Anne-Marie Nau       |
| 2001   | Yves Olinger         | Anne-Marie Nau     | Yves Olinger Michael D’Onghia        | Nicole Wagner Gaby Weissen             | Marc Schintgen Gaby Weissen       |
| 2002   | Yves Olinger         | Mireille Kosmala   | Yves Olinger Michael D’Onghia        | Annemarie Nau Claudine Parisot         | Yves Olinger Annemarie Nau        |
| 2003   | Yves Olinger         | Michèle Bock       | Yves Olinger Marc Stolwijk           | Mireille Kosmala Sandra Schiltz        | Yves Olinger Annemarie Nau        |
| 2004   | Mathieu Serebriakoff | Claudine Barnig    | Mathieu Serebriakoff Philippe Hengen | Claudine Barnig Michèle Bock           | Yves Olinger Claudine Barnig      |
| 2005   | Yves Olinger         | Claudine Barnig    | Yves Olinger André Frederes          | Claudine Barnig Michèle Bock           | Philippe Hengen Claudine Barnig   |
| 2006   | Philippe Hengen      | Claudine Barnig    | Yves Olinger Philippe Hengen         | Claudine Barnig Zoé Schroeder          | Philippe Hengen Claudine Barnig   |
| 2007   | Philippe Hengen      | Claudine Barnig    | Yves Olinger Philippe Hengen         | Claudine Barnig Zoé Schroeder          | Philippe Hengen Claudine Barnig   |
| 2008   | Philippe Hengen      | Lisa Hariati       | Ben Speltz Philippe Hengen           | Claudine Barnig Zoé Schroeder          | Philippe Hengen Claudine Barnig   |
| 2009   | Ben Speltz           | Lisa Hariati       | Ben Speltz Philippe Hengen           | Claudine Barnig Zoé Schroeder          | Philippe Hengen Claudine Barnig   |
| 2010   | Ben Speltz           | Lisa Hariati       | Eric Solagna Yann Hellers            | Claudine Barnig Zoé Schroeder          | Philippe Hengen Claudine Barnig   |
| 2011   | Robert Mann          | Claudine Barnig    | Ben Speltz Philippe Hengen           | Lisa Hariati Elena Nozdran             | Valeriy Strelcov Elena Nozdran    |
| 2012   | Yann Hellers         | Claudine Barnig    | Yann Hellers Eric Solagna            | Lisa Hariati Dominique Schummer        | Mike Vallenthini Myriam Havé      |
| 2013   | Eric Solagna         | Claudine Barnig    | Akis Thomas Mike Vallenthini         | Myriam Havé Elena Nozdran              | Valeriy Strelcov Tessy Aulner     |
| 2014   | Robert Mann          | Stefka Hargiono    | Mathieu Serebriakoff Eric Solagna    | Myriam Havé Elena Nozdran              | Mike Vallenthini Myriam Havé      |
| 2015   | Mike Vallenthini     | Tessy Aulner       | Akis Thomas Mike Vallenthini         | Xenia Loi Aude Meyer                   | Mike Vallenthini Tessy Aulner     |
| 2016   | Robert Mann          | Stefka Hargiono    | Akis Thomas Mike Vallenthini         | Stefka Hargiono Myriam Havé            | Robert Mann Myriam Havé           |
| 2017   | Robert Mann          | Tessy Aulner       | Robert Mann Mike Vallenthini         | Diana Campos Elena Nozdran             | Valeriy Strelcov Elena Nozdran    |
| 2018   | Robert Mann          | Elena Nozdran      | Robert Mann Mike Vallenthini         | Julie Aulner Tessy Aulner              | Mike Vallenthini Tessy Aulner     |
| 2019   | Robert Mann          | Myriam Havé        | Eric Solagna Mike Vallenthini        | Joëlle Jungbluth Myriam Havé           | Eric Solagna Myriam Havé          |
| 2020   | Robert Mann          | Myriam Havé        | Eric Solagna Mike Vallenthini        | Joëlle Jungbluth Myriam Havé           | Eric Solagna Myriam Havé          |
| 2021   | Jérôme Pauquet       | Myriam Havé        | Eric Solagna Mike Vallenthini        | Myriam Havé Joëlle Jungbluth           | Eric Solagna Myriam Havé          |
| 2022   | Jérôme Pauquet       | Myriam Havé        | Eric Solagna Mike Vallenthini        | Myriam Havé Joëlle Jungbluth           | Eric Solagna Myriam Havé          |
| 2023   | Jérôme Pauquet       | Kim Schmidt        | Yannick Feltes Jérôme Pauquet        | Myriam Havé Joëlle Jungbluth           | Yannick Feltes Zoé Sinico         |
| 2024   | Jérôme Pauquet       | Myriam Havé        | William Wang Yves Hoffmann           | Tessy Aulner Myriam Havé               | William Wang Myriam Havé          |
| 2025   | Jérôme Pauquet       | Myriam Havé        | Nico Fiorino Jérôme Pauquet          | Tessy Aulner Myriam Havé               | William Wang Myriam Havé          |